# Acorals
Les acorals (Acorales) són un ordre de plantes angiospermes. L'actual sistema APG IV de classificació de les angiospermes situa aquest ordre dins del clade de les monocotiledònies, inclou una única família, les acoràcies (Acoraceae), amb dues espècies agrupades en un sol gènere, Acorus. Són plantes natives d'Àsia i Amèrica del Nord, tot i que també han estat itroduïdes a Europa. Aquest llinatge ocupa la posició basal respecte a la resta de monocotiledònies vivents.

## Descripció
Són plantes herbàcies vivaces amb rizoma. Les seves fulles són simples, amb nervadura paral·lela i amb esquàmules axil·lars. Les flors, hermafrodites, sèssils i amb la corol·la regular (actinomorfa), són minúscules i s'agrupen en una inflorescència en espàdix amb espata. L'androceu és format per sis estams. Al gineceu l'ovari és ínfer, bilocular o trilocular, amb dos o tres carpels. El fruit és una baia.

## Taxonomia
Aquest ordre va ser publicat per primer cop l'any 1835, sota el nom d'Acorinae i atribuït a Johann Heinrich Friedrich Link, a l'obra Conspectus regni vegetabilis : secundum characteres morphologicos praesertim carpicos in classes ordines et familias digesti, adjectis exemplis nominibusque plantarum usui medico technico et oeconomico inservientium pel botànic alemany Carl Friedrich Philipp von Martius (1794-1868).